# 이정필
이정필(全基成, 1992년 7월 28일 ~ )은 대한민국의 축구 선수이며 포지션은 센터백과 수비형 미드필더를 책임진다. 2015년 K리그 챌린지 서울 이랜드에서 활약했다.

## 축구인 경력

### 울산대학교
초등학교 3학년 때 축구부 감독으로부터 축구를 시작하지 않겠냐는 제의를 받았으나, 어려운 가정환경을 이유로 거절했었다. 그러나 외삼촌의 도움으로 축구를 시작할 수 있었다. 처음에는 스트라이커로 뛰었으나, 감독의 권유로 수비수로 전향하였다. 이정필은 이후 구리중학교를 거쳐 과천고등학교로 진학하였다. 이정필은 센터백으로 활약하며, 과천고의 전국대회 2관왕을 이끌었다. 이 활약을 바탕으로 울산대학교 축구부에 입단하게 되었다. 4학년이 되어서 팀의 주장을 맡았으나, 갈비뼈와 발목에 부상을 당하며 전반기 팀 전력에서 이탈하게 되었다. 이 때 울산대 감독 유상철이 믿음과 격려를 보냈고, 부상에서 복귀하면서 팀에서 큰 활약을 이어나갔다. 울산대학교는 전국체전 은메달과 U리그 8강이라는 좋은 성적을 거둘 수 있었다. 울산대학교에서 그의 활약은 K리그 챌린지 2015 시즌에 새롭게 참가하게 되는 서울 이랜드 FC의 감독 마틴 레니의 눈에 들어왔다.

### 서울 이랜드 FC
2015년 신생팀 서울 이랜드 FC에 우선지명되어 입단하였다.